# زمین مشاع

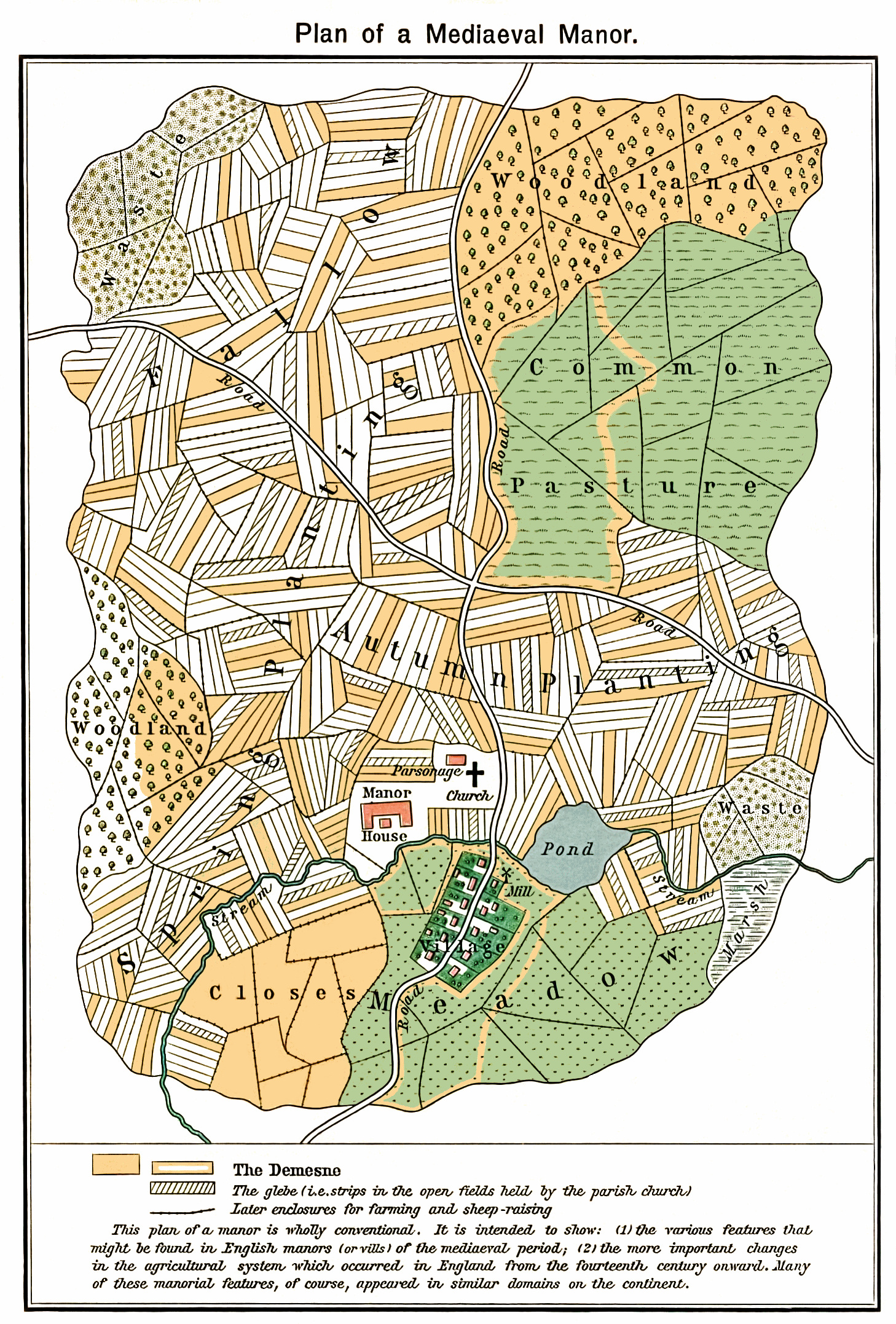
نقشه یک ملک اربابی قرون وسطی به زبان انگلیسی، بخش‌های اختصاص داده شده به مراتع مشترک در قسمت شمال شرق به خوبی قابل رویت است (به رنگ سبز)

زمین مشاع (انگلیسی: Common land) اشاره به زمینی دارد که میان تعدادی از افراد مشترک است یا توسط یک نفر میان چندین نفر به اشتراک گذاشته شده، اما فراتر از آن و بر طبق حقوق سنتی خاص معمولاً برای چرای دام‌ها یا جمع‌آوری هیزم و جمع‌آوری کلوخ‌های چمنی خشک برای سوخت می‌توان از زمین‌های مشاع استفاده عمومی کرد، از این دست زمین‌ها در کشورهایی همچون انگلستان، ولز و اسکاتلند به مقدار بسیار زیادی وجود دارد که تا قرن هفدهم بالغ بر میلیون‌ها جریب زمین می‌گردید، مقادیر بسیار زیادی از زمین‌های مشاع هم‌اکنون هم در این کشورها وجود دارد مخصوصاً در قسمت‌های شمالی و بالادستی که به تنهایی رقمی بالغ بر ۷۰۰۰ زمین مشاع ثبت شده را در انگلستان شامل می‌گردد